# Szymon Marciniak
Szymon Marciniak (Płock, 1981. január 7. –) lengyel nemzetközi labdarúgó-játékvezető. Polgári foglalkozása üzletember.

## Pályafutása
A PZPN Játékvezető Bizottságának (JB) minősítésével a I Liga, majd  2009-től az Ekstraklasa játékvezető. Küldési gyakorlat szerint rendszeres 4. bírói, illetve alapvonalbírói szolgálatot is végez. Ekstraklasa mérkőzéseinek száma: 186 (2016. 05. 15.).
| Időpont           | Helyszín                                | Mérkőzés típusa              | Mérkőzés                            | Eredmény | Nézők száma |
| ----------------- | --------------------------------------- | ---------------------------- | ----------------------------------- | -------- | ----------- |
| 2009. április 18. | Stadion GKS, Bełchatów                  | első Ekstraklasa mérkőzése   | GKS Bełchatów–Odra Wodzisław        | 3 – 0    | 2500        |
| 2016. május 15.   | Marshal Józef Piłsudski Stadion, Krakkó | utolsó Ekstraklasa mérkőzése | KS Cracovia Kraków–KS Lechia Gdańsk | 2 – 0    | 12 359      |

A Nemzetközi Labdarúgó-szövetség (FIFA) 2011-től tartja nyilván bírói keretében. UEFA besorolása szerint 2015-től elit kategóriás bíró. Több nemzetek közötti válogatott, valamint Európa-liga és UEFA-bajnokok ligája klubmérkőzést vezetett, vagy működő társának 4. bíróként segített.
A 2014-es labdarúgó-világbajnokság selejtező mérkőzésein a FIFA JB bíróként alkalmazta. Selejtező mérkőzéseket az UEFA zónában irányított. 
| Időpont              | Helyszín                  | Mérkőzés típusa           | Mérkőzés                | Eredmény | Nézők száma |
| -------------------- | ------------------------- | ------------------------- | ----------------------- | -------- | ----------- |
| 2012. szeptember 11. | Municipal Stadion, Braga  | előselejtező (F. csoport) | Portugália–Azerbajdzsán | 3 – 0    | 29 971      |
| 2013. szeptember 10. | Központi Stadion, Cardiff | előselejtező (A. csoport) | Wales–Szerbia           | 0 – 3    | 10 923      |

A 2013-as U21-es labdarúgó-Európa-bajnokságon valamint a 2015-ös U21-es labdarúgó-Európa-bajnokságon az UEFA JB bíróként foglalkoztatta.
| Időpont          | Helyszín                                    | Mérkőzés típusa                     | Mérkőzés                                        | Eredmény | Nézők száma |
| ---------------- | ------------------------------------------- | ----------------------------------- | ----------------------------------------------- | -------- | ----------- |
| 2011. október 8. | Recep Tayyip Erdoğan Stadion, Isztambul     | (2013 eb) előselejtező (7. csoport) | Törökország–Magyarország                        | 2 – 1    |             |
| 2015. június 17. | Eden Arena, Prága                           | csoportmérkőzés (A. csoport)        | Csehország–Dánia                                | 1 – 2    | 15 987      |
| 2015. június 21. | Miroslava Valenty Stadion, Uherské Hradiště | csoportmérkőzés (B. csoport)        | Olaszország–Portugália                          | 0 – 0    | 7085        |
| 2015. június 30. | Eden Arena, Prága                           | döntő                               | Svédország–Portugál U21-es labdarúgó-válogatott | 0 – 0    | 18 867      |

Az UEFA JB a 2016-os labdarúgó-Európa-bajnokság selejtezőiben és a döntő mérkőzéseken bíróként foglalkoztatta.
| Időpont             | Helyszín                               | Mérkőzés típusa                     | Mérkőzés                           | Eredmény | Nézők száma |
| ------------------- | -------------------------------------- | ----------------------------------- | ---------------------------------- | -------- | ----------- |
| 2014. szeptember 8. | A. Le Coq Stadion, Tallinn             | (2016 eb) előselejtező (E. csoport) | Észtország–Szlovénia               | 1 – 0    | 6561        |
| 2015. március 29.   | Windsor Park, Belfast                  | (2016 eb) előselejtező (F. csoport) | Észak Írország–Finnország          | 2 – 1    | 10 264      |
| 2015. október 13.   | GSP Stadion, Nicosia                   | (2016 eb) előselejtező (B. csoport) | Ciprus–Walesi labdarúgó-válogatott | 0 – 1    | 14 992      |
| 2015. szeptember 8. | Köztársasági Stadion, Jereván          | (2016 eb) előselejtező (I. csoport) | Örményország–Albánia               | 1 – 0    | 4700        |
| 2016. június 13.    | Stadium de Toulouse, Toulouse          | csoportmérkőzés (D. csoport)        | Spanyolország–Csehország           | 1 – 0    | 29 400      |
| 2016. június 22.    | Stade de France, Saint-Denis           | csoportmérkőzés (F. csoport)        | Izland–Ausztria                    | 1 – 0    | 68 714      |
| 2016. június 26.    | Stade Pierre-Mauroy, Villeneuve-d’Ascq | egyik nyolcaddöntő                  | Németország–Szlovákia              | 3 – 0    | 44 312      |

A A magyar labdarúgó-válogatott felkészülési találkozóján bíráskodott.
| Időpont         | Helyszín                    | Mérkőzés típusa              | Mérkőzés           | Eredmény | Nézők száma |
| --------------- | --------------------------- | ---------------------------- | ------------------ | -------- | ----------- |
| 2014. május 22. | Nagyerdei stadion, Debrecen | felkészülési (886. mérkőzés) | Magyarország–Dánia | 2 – 2    | 20 400      |

Az UEFA JB küldésére vezette az Európa-liga, valamint az UEFA-bajnokok ligája találkozókat.
| Időpont            | Helyszín                    | Mérkőzés típusa                            | Mérkőzés                     | Eredmény |
| ------------------ | --------------------------- | ------------------------------------------ | ---------------------------- | -------- |
| 2011. július 21.   | Color Line Stadion, Ålesund | Európa-liga előselejtező (2. kör)          | Aalesunds FK–Ferencvárosi TC | 3 – 1    |
| 2012. augusztus 9. | Ghelamco Stadion, Gent      | Európa-liga előselejtező (3. kör)          | KAA Gent–Videoton FC         | 0 – 3    |
| 2014. július 29.   | Nagyerdei stadion, Debrecen | UEFA-bajnokok ligája előselejtező (3. kör) | Debreceni VSC–BATE           | 1 – 0    |